# Piwniczanka
Piwniczanka – naturalna woda mineralna wydobywana w Piwnicznej-Zdroju z odwiertów P-1 i P-2. Rozprowadzana przez Zakład Butelkowania Naturalnej Wody Mineralnej Piwniczanka, którego właścicielem jest Spółdzielnia Pracy Piwniczanka.

## Historia
Historia Piwniczanki jest ściśle związana z uzdrowiskiem w Piwnicznej utworzonym w 1932. Jednak tzw. kwaśne wody znane były dużo wcześniej. Za odkrywcę walorów wód Piwnicznej uznaje się lwowskiego lekarza dr Juliusza Korwina Gąsiorowskiego. W 1885 wykonał on badania wód, stwierdzając ich wysoką wartość profilaktyczną i leczniczą. Obecnie w piwniczańskim uzdrowisku eksploatuje się szczawy i szczawy żelaziste.
Mimo istnienia uzdrowiska przez dłuższy okres nie sprzedawano wody na większą skale. Rozlewnie wybudowano dopiero w latach 1964 - 1968 w ramach eksperymentu sądeckiego. Pierwsze butelki Piwniczanki zeszły z linii produkcyjnej w czerwcu 1968.
Pierwszym właścicielem marki były Nowosądeckie Zakłady Spożywcze Przemysłu Terenowego w Grybowie (podległe Powiatowej Radzie Narodowej w Nowym Sączu) przekształcone później w Zakład Butelkowania Wody Mineralnej w Piwnicznej. W 1976 Piwniczankę przejęły Zakłady Piwowarskie w Okocimiu, a z początkiem 1977 Wojewódzki Związek Spółdzielni Rolniczych "Samopomoc Chłopska" w Nowym Sączu. W wyniku przemian gospodarczych w 1990 centralne związki spółdzielni, w tym nowosądecka, zostają zlikwidowane. Właścicielem Piwniczanki została założona przez pracowników Spółdzielnia Pracy Piwniczanka.

## Skład mineralny
| Nazwa           | Wzór chemiczny | Zawartość [mg/l] |
| Kationy         | Kationy        | Kationy          |
| --------------- | -------------- | ---------------- |
| wapniowy        | Ca2+           | 181              |
| sodowy          | Na+            | 115              |
| magnezowy       | Mg2+           | 92               |
| potasowy        | K+             | 13,6             |
| litowy          | Li+            | 0,5              |
| Aniony          |                |                  |
| wodorowęglanowy | HCO3−          | 1255             |
| siarczanowy     | SO42−          | 28,4             |
| fluorkowy       | F−             | 0,23             |
| Razem           | Razem          | 1756             |

## Produkty
Obecnie w sprzedaży znajdują się wody:
- wysokonasycona dwutlenkiem węgla
- średnionasycona dwutlenkiem węgla
- niskonasycona dwutlenkiem węgla